# Rob Uytermerk
Rob Uytermerk  (20 september 1941) is een oud-profvoetballer die voor Willem II en Blauw Wit speelde.